# N-Methyl-N-nitroso-1-dodecanamin
N-Methyl-N-nitroso-1-dodecanamin ist eine organische Verbindung aus der Gruppe der Nitrosamine.

## Auftreten
N-Methyl-N-nitroso-1-dodecanamin wurde als Verunreinigung in Haarpflegeprodukten nachgewiesen. Ein wahrscheinlicher Vorläufer ist Dimethyldodecylamin-N-oxid. Es wurde außerdem als Verunreinigung in Haushaltsreinigern und Spülmaschinenreinigern nachgewiesen.

## Eigenschaften
In einer Studie an Ratten starben die meisten Versuchstiere nach chronischer Einnahme von N-Methyl-N-nitroso-1-dodecanamin innerhalb von ein bis zwei Jahren, die meisten mit Blasenkrebs.

## Regulierung
Über den Safe Drinking Water and Toxic Enforcement Act of 1986 besteht in Kalifornien seit dem 26. Dezember 2014 eine Kennzeichnungspflicht für Produkte, die N-Methyl-N-nitroso-1-dodecanamin enthalten.